# Néstor
Néstor, właśc. Néstor Alves da Silva (ur. 23 czerwca 1926 w Niterói) – piłkarz brazylijski, występujący podczas kariery na pozycji napastnika.

## Kariera klubowa
Piłkarską karierę Néstor rozpoczął w Canto do Rio Niterói w 1946 roku. W latach 1947–1949 występował w CR Vasco da Gama, z którym dwukrotnie zdobył mistrzostwo stanu Rio de Janeiro – Campeonato Carioca w 1947 i 1949 roku. W latach 1950–1951 grał w SE Palmeiras. Podczas tego okresu zdobył mistrzostwo stanu São Paulo – Campeonato Paulista w 1950 oraz wygrał Turniej Rio-São Paulo w 1951 roku. W 1952 roku występował w CR Flamengo. Z Flamengo wygrał Turniej Rio-São Paulo w 1952 roku.
W latach 1952–1956 występował w XV de Jaú, a w latach 1956–1957 ponownie w SE Palmeiras. W latach 1957–1959 grał w Noroeste Bauru. Karierę zakończył w Prudentina Presidente Prudente w 1960 roku.

## Kariera reprezentacyjna
W reprezentacji Brazylii Néstor zadebiutował 24 stycznia 1956 w przegranym 1-4 meczu z reprezentacją Chile w Copa América 1956, na której Brazylia zajęła czwarte miejsce. Na turnieju Néstor w trzech meczach z Chile, Paragwajem i Peru. Były to jego jedyne mecze w reprezentacji.